# Дубиловка
Дубиловка (бел. Дубілаўка, транслит.: Dubilaŭka) — деревня в Любанском районе Минской области Беларуси. Входит в состав Реченского сельсовета.

## Географическое положение
расположена в 14 км на северо-восток от Любани, в 136 км на север от Минска, в 25 км на запад от железнодорожной станции Солигорск.

## История
До 2013 года деревня входила в состав Ляховского сельсовета.

## Население
- 1909 — 10 дворов, 75 жителей
- 2009 — 17 жителей[3]
- 2021 — 45 дворов

## Климат
Климат здесь умеренный, с теплым летом и мягкой зимой. Средняя температура января минус 6,8 °С, июля плюс 17,5 °С. Зимой дуют южные ветры, а летом восточные и северо-восточные. Средняя скорость ветра 3 м/с. Годовое количество осадков 550-650 мм.